# Balaenoptera omurai
A Balaenoptera omurai az emlősök (Mammalia) osztályának párosujjú patások (Artiodactyla) rendjébe, ezen belül a barázdásbálna-félék (Balaenopteridae) családjába tartozó faj.

## Neve és felfedezése
Ez a sziláscet a fajnevét, azaz az omurai-t a japán cetológus, Omura Hideo tiszteletére kapta.
Erről az állatról igen keveset tudunk, csak 2003-ban írták le hivatalosan; a leírás a „Nature” című folyóiratban jelent meg. Korábban a Bryde-bálna/Trópusi bálna fajkomplexum (Balaenoptera cf brydei/edeni) törpe változatának vélték; e megnevezés alatt már 1978 óta ismerték, azonban az új mitokondriális DNS-vizsgálat bebizonyította, hogy egy különállófajról van szó. E vizsgálat következtében az is kitudódott, hogy nem is a Bryde-bálnával, hanem a kék bálnával (Balaenoptera musculus) áll közelebbi rokonságban.

## Előfordulása
A Balaenoptera omurai előfordulási területe főleg az Indiai-óceán keleti felén és a Nyugat-Csendes-óceánban van; az utóbbi óceánban északon a Japán-tengerben is fellelhető. Elterjedésének déli határát Ausztrália déli vizei és a Salamon-szigetek alkotják. 2012 májusában Új-Kaledóniánál is észrevették, illetve lefényképezték.

## Megjelenése
A barázdásbálna-félék között, ennél az állatnál csak a csukabálnák kisebbek. A Balaenoptera omurai nőstényének az átlagos hossza 10,1-11,5 méter hosszú; míg az átlagos hím, csak 9,6-10 méter hosszú. Első ránézésre olyan, mint egy törpe közönséges barázdásbálna (Balaenoptera physalus). A típuspéldánynak 203-208 szilája volt.

## Életmódja
A trópusi és szubtrópusi kontinentális selfterületeket és a mélyebb vizeket kedveli. Az eddigi felboncolt példányokban, csak krillt találtak.

## Fordítás
- Ez a szócikk részben vagy egészben  az   Omura's whale című angol Wikipédia-szócikk ezen változatának fordításán alapul.  Az eredeti cikk szerkesztőit annak laptörténete sorolja fel. Ez a jelzés csupán a megfogalmazás eredetét és a szerzői jogokat jelzi, nem szolgál a cikkben szereplő információk forrásmegjelöléseként.